# Querclareli (província)
Querclareli (em turco: Kırklareli) é uma província do noroeste da Turquia, situada na Trácia Oriental e na região de Mármara, com capital na cidade homónima. Tem 6 459 km² de área e em dezembro de 2021 tinha 366 363 habitantes (densidade: 56,7 hab./km²). A província faz fronteira com a Bulgária a norte.